# アムスメロン

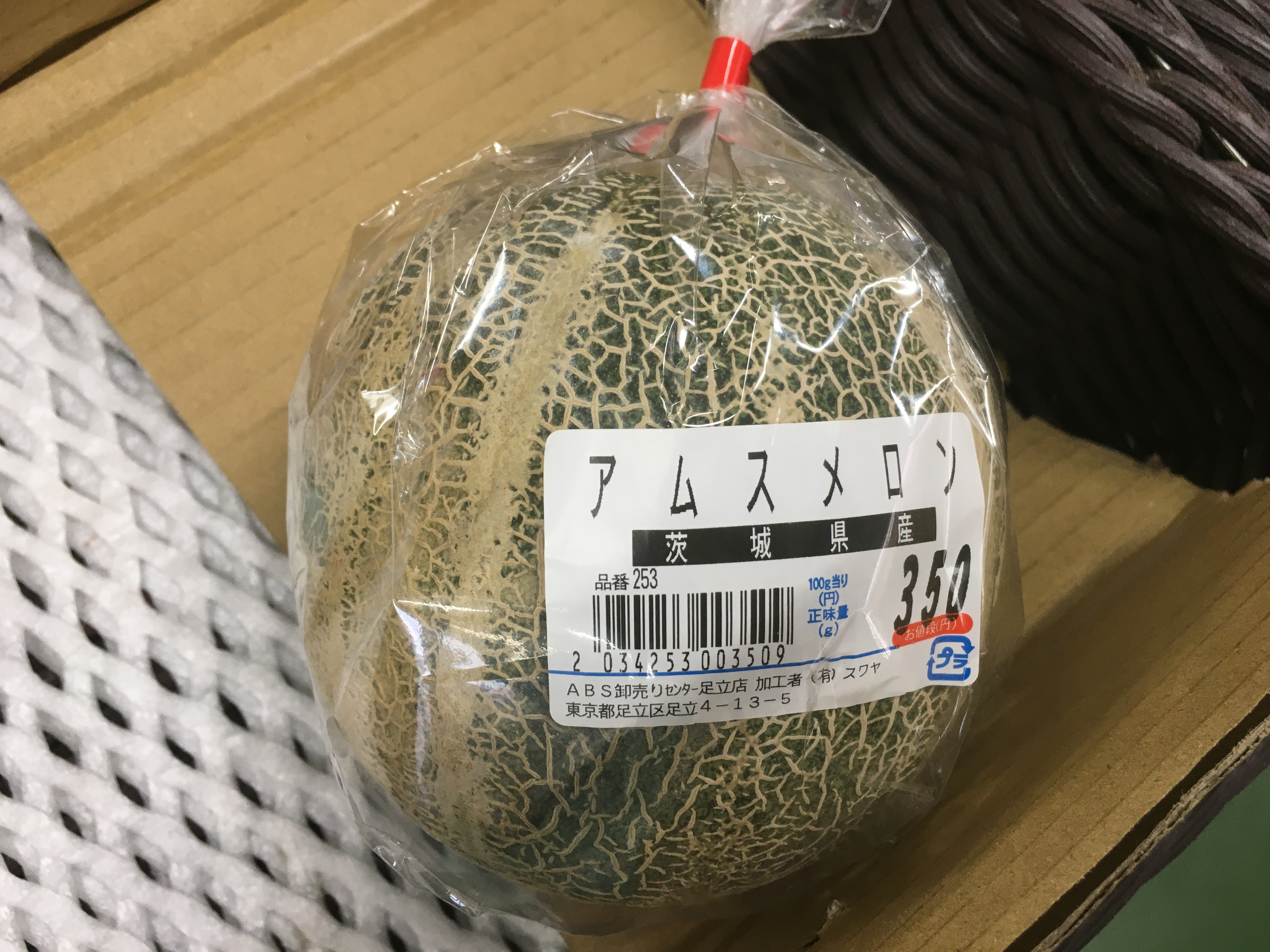
アムスメロン

アムスメロンは、メロンの品種の一つ。

## 概要
財団法人日本園芸生産研究所によって交配育成され、1974年（昭和49年）に発表されたのが始まり。
母が（アールスフェボリット×ロッキーフォード）、ロッキーフォードはアメリカ系露地メロンである。 父が（オーゲン分系）のF1品種である。
父親のオーゲンは、オランダ導入系の品種なため、その首都アムステルダムに由来して命名された。

## 特徴
アムスメロンは皮が薄いため、果肉を最大限有効に食べることができる一方、表面に亀裂が入りやすい短所もある。
やや縦長楕円の球形。果皮は緑色で溝状の縦縞と荒い網目がある。果肉は緑白色（淡緑色）で軟質、多汁。

## 産地
全国的に広く栽培されている。例年、6月頃から出回る。
- 秋田県 八竜町[8]
- 千葉県 銚子市 -「銚子メロン」（銚子アムスメロンは第16回日本農業賞受賞）
- 島根県 益田市 - 県内一のメロン産地（JAしまね）[9]
- 鳥取県 東伯郡 -「砂丘メロン」（北条砂丘観光メロン園）[10]
- 愛媛県 西条市 - 県内生産面積の6割を占める（JA周桑）[11]
- 徳島県 阿波市 - 県内主要産地